# ماریا کلیدیش
ماریا کِـلِـیدیش (لهستانی: Maria Klejdysz؛ زادهٔ ۵ مارس ۱۹۲۷–۲۱ نوامبر ۲۰۰۹) بازیگر اهل لهستان بود.
از فیلم‌ها یا مجموعه‌های تلویزیونی که وی در آن‌ها نقش داشته‌است، می‌توان به یوب، آخرین سلول خاکستری مغز، سرگذشت استاد تواردوفسکی، کارآگاهان جنایی، پرستار کودک، ورای تخت جراحی، حوزه استحفاظی ۱۳، حوزه استحفاظی ۱۳، قسمت دوم، در خوشی و سختی، طایفه، پدر متیو، خانه کشیش، ع چون عشق، خانواده جایگزین، رانندگان جایگزین، به‌دور از جاده، چهل‌ساله، روزها و شب‌ها، ترانه عاشقانه‌ای برای یانوشک، دوشیزه بی‌اهمیت، داستان‌های عاشقانه، زندگی به مثابه بیماری آمیزشی مرگبار، مکمل، خودِ زندگی، تقارن و یک قلب گرم اشاره نمود.